# Arka Gdynia (pallacanestro)
Il Arka Gdynia è una società cestistica avente sede a Gdynia, in Polonia. Fondata nel 1995, gioca nel campionato polacco. Dal 2004 gioca in Eurolega ed è stata la prima squadra polacca ad entrare tra le Top 16.

## Storia
La squadra è stata fondata nel 1995 a Sopot, con il nome di STK Trefl Sopot. Nella prima stagione ha vinto la terza divisione centrando la promozione in seconda. Nel 1996-1997 dopo la vittoria del gruppo B di seconda divisione è stata promossa nella massima serie.
Le prime tre stagioni nella Dominet Bank Ekstraliga sono state difficili, malgrado i molti cambiamenti della guida tecnica e del roster la squadra non è mai riuscita ad arrivare ai playoff. Il successo più grande durante questo periodo è stata la vittoria della coppa nazionale nel 2000 con il nuovo allenatore Eugeniusz Kijewski.
La stagione 2000-01 ha rappresentato un altro passo avanti per la squadra che ha vinto ancora la coppa nazionale polacca ed ai primi playoff disputati è arrivata terza. Nelle due stagioni successive è arrivata alla finale dei playoff perdendo in entrambe le occasioni: nel 2002 contro lo Śląsk Wrocław 1:4 e nel 2003 contro l'Anwil Włocławek 2:4.
Dal 2004 ha vinto sei campionati consecutivi.
Nel 2009 si è trasferita a Gdynia, assumendo la denominazione attuale.

## Palmarès
- Campionato polacco: 9

2003-2004, 2004-2005, 2005-2006, 2006-2007, 2007-2008, 2008-2009, 2009-2010, 2010-2011, 2011-2012
- Coppa di Polonia: 4

2000, 2001, 2006, 2008
- Supercoppa polacca: 2

2001, 2010

## Roster 2020-2021
Aggiornato al 16 agosto 2020.
|    | Naz.               | Ruolo | Sportivo                | Anno | Alt. | Peso |  |
| -- | ------------------ | ----- | ----------------------- | ---- | ---- | ---- |  |
| 2  | Polonia (bandiera) | P     | Mateusz Kaszowski       | 2001 | 181  | 71   |  |
| 6  | Polonia (bandiera) | G     | Maciej Marcinkowski     | 1999 | 194  | 91   |  |
| 7  | Polonia (bandiera) | P     | Krzysztof Szubarga      | 1984 | 178  | 88   |  |
| 8  | Polonia (bandiera) | A     | Filip Dylewicz          | 1980 | 202  | 100  |  |
| 9  | Polonia (bandiera) | G     | Marcin Malczyk          | 1982 | 193  | 98   |  |
| 11 | Polonia (bandiera) | AP    | Bartłomiej Wołoszyn     | 1986 | 196  | 95   |  |
| 14 | Polonia (bandiera) | AP    | Wojciech Czerlonko      | 1995 | 195  | 88   |  |
| 21 | Polonia (bandiera) | AG    | Mikołaj Witliński       | 1995 | 207  | 102  |  |
| 24 | Polonia (bandiera) | P     | Marcin Kowalczyk        | 2002 | 189  | 76   |  |
| 28 | Polonia (bandiera) | G     | Przemysław Żołnierewicz | 1995 | 194  | 90   |  |
| 34 | Polonia (bandiera) | C     | Adam Hrycaniuk          | 1984 | 206  | 103  |  |
| 77 | Polonia (bandiera) | G     | Igor Wadowski           | 1996 | 196  | 85   |  |